# Friedrich Wilhelm Hollstein
Friedrich Wilhelm Heinrich Hollstein (* 1888; † 1957 in Amsterdam) war ein deutscher Kunsthändler und Kunsthistoriker. Er begründete umfangreiche Werkverzeichnisse niederländischer, flämischer und deutscher Druckgrafiker der Renaissance und des Frühbarock.

## Leben
Hollstein kam aus einer jüdischen Familie. Am 1. Februar 1913 eröffnete er als Heinrich Hollstein zusammen mit Reinhold Puppel eine Kunsthandlung und Kunstantiquariat in Charlottenburg (seit 1920 Teil von Berlin) in der Meinekestraße 19. Eine erste Ausstellung stellte englische und französische Druckgrafik aus. In den Anfangsjahren wurden auch Arbeiten zeitgenössischer Künstler aufgenommen. Zwischen 1915 und 1918 fanden keine Auktionen statt.
1923 sollen die Bestände der Kunsthandlung etwa 200.000 Blätter umfasst haben. Pläne zu einer umfangreichen Katalogisierung von Werken der Druckgrafik zerschlugen sich in der Weltwirtschaftskrise der späten 1920er Jahre. 1929 zog die Kunsthandlung an den nahegelegenen Kurfürstendamm 220, 1934 in die Fasanenstraße 65.
Seit 1936 wurden Werke der großen Sammlung des Kölner Rechtsanwalts Stinnes in der Kunsthandlung zur Versteigerung angeboten.
Ende 1936 wurde die Kunsthandlung „arisiert“, da Heinrich Hollstein als Jude nicht Mitglied der Reichskammer für bildende Kunst, Kunsthandel werden konnte, „überließ“ er das Geschäft seinem Partner Reinhold Puppel, der die Kunsthandlung unter dem Namen Reinhold Puppel vorm. Hollstein & Puppel fortführte.
Heinrich Hollstein ging 1937 durch Vermittlung von Max J. Friedländer nach Amsterdam. Dort bekam er einen Platz in der Abteilung für Druckgrafik (Rijksprentenkabinet) des Rijksmuseums. Er begann mit der Katalogisierung der Kupferstiche, Radierungen und Holzschnitte niederländischer und flämischer Künstler zwischen 1450 und 1700 und veröffentlichte 1949 den ersten Band. 1954 erschien der erste Band von Werkverzeichnissen deutscher Kupferstich- und Holzschnittkünstler aus jener Zeit. Bis zum Ende seines Lebens konnte Friedrich Wilhelm Hollstein 14 Bände zu niederländischer und fünf zu deutscher Grafik veröffentlichen. Das Corpus zur niederländischen Druckgrafik wurde 2010 mit dem 72. Band beendet, zur deutschen Druckgrafik erschienen bis 2019 91 Bände (Buchstabe Thi). Seit 1993 erscheint eine neue Editionsreihe niederländischer Druckgrafik unter dem Titel The New Hollstein Dutch & Flemish Etchings, Engravings and Woodcuts 1450–1700, seit 1996 ergänzt mit der Reihe The New Hollstein German Engravings, Etchings and Woodcuts 1400–1700 zur deutschen Grafik jener Epoche, bisher insgesamt über 150 Bände.

## Publikationen (Auswahl)
- Dutch and Flemish Etchings, Engravings and Woodcuts ca. 1450–1700. Menno Hertzberger, Amsterdam, seit 1949
- German Engravings, Etchings and Woodcuts ca. 1400–1700. Menno Hertzberger, Amsterdam, seit 1954